# Smackover (Arkansas)
Smackover es una ciudad ubicada en el condado de Union en el estado estadounidense de Arkansas. En el Censo de 2010 tenía una población de 1865 habitantes y una densidad poblacional de 169,51 personas por km².

## Geografía
Smackover se encuentra ubicada en las coordenadas 33°21′50″N 92°43′52″O / 33.36389, -92.73111. Según la Oficina del Censo de los Estados Unidos, Smackover tiene una superficie total de 11 km², de la cual 11 km² corresponden a tierra firme y (0%) 0 km² es agua.

## Demografía
Según el censo de 2010, había 1865 personas residiendo en Smackover. La densidad de población era de 169,51 hab./km². De los 1865 habitantes, Smackover estaba compuesto por el 71.47% blancos, el 25.04% eran afroamericanos, el 0.43% eran amerindios, el 0.05% eran asiáticos, el 0.16% eran isleños del Pacífico, el 0.7% eran de otras razas y el 2.14% pertenecían a dos o más razas. Del total de la población el 1.23% eran hispanos o latinos de cualquier raza.